# Brachypogon mapuche
Brachypogon mapuche är en tvåvingeart som beskrevs av Debenham 1991. Brachypogon mapuche ingår i släktet Brachypogon och familjen svidknott. Inga underarter finns listade i Catalogue of Life.